# Mogadiscio
Mogadiscio (AFI: /moɡaˈdiʃʃo/; in somalo Muqdisho; in arabo مقديشو‎?) è la capitale della Somalia, stato dell'Africa orientale (Corno d'Africa).
L'origine del nome ufficiale Muqdisho non è chiara; si dice che sia la versione somala dell'arabo maqad shah ossia "trono imperiale dello scià".
La città è anche conosciuta localmente con il nome di Hamar.

## Geografia fisica

### Territorio
Mogadiscio è situata a 2° di latitudine Nord e 45°20' di longitudine Est, sulla costa dell'Oceano Indiano nel Corno d'Africa, nella regione di Benadir, nel sud della Somalia.
Il fiume che scorre nell'interno, ad alcune decine di km di distanza dalla città, Uebi Scebeli, noto anche come Shabelle, nasce nel centro dell'Etiopia e arriva a una trentina di chilometri da Mogadiscio, prima di dirigersi verso sud-ovest, quasi parallelo alla costa dell'Oceano Indiano. Solitamente secco durante i mesi di febbraio e marzo, il fiume fornisce acqua essenziale per la coltivazione della canna da zucchero, del cotone, delle banane e di altri alberi da frutto.

### Clima
Per essere una città situata così vicino all'equatore, Mogadiscio ha un clima relativamente secco, classificato come caldo e semiarido, come per gran parte del sud-ovest della Somalia. Al contrario, le città nel nord-est della Somalia hanno generalmente un clima arido.
La temperatura media in città è di 27 °C, con una media massima di 30 °C e una media minima di 24 °C. Le precipitazioni sono scarse, circa 430 millimetri nell'arco di tutto l'anno, con 47 giorni di pioggia su 365 giorni. La città ha mediamente 3066 ore di sole all'anno, con 8,4 ore di sole al giorno.
Le stagioni sono determinate dai monsoni. Il monsone di nord-est spira nel periodo dell'inverno boreale, e quello di sud-ovest nei mesi della nostra estate. I periodi intermedi sono chiamati tanganbili (termine swahili che significa "due venti"). In lingua somala, le stagioni sono: jilaal (nel periodo del monsone di nord-est, da dicembre a marzo, secco e piuttosto caldo); gu da aprile a maggio, con le piogge del grande tanganbili; hagay da giugno a settembre, col monsone di sud-ovest; dayr ottobre-novembre (piccolo tanganbili).
Lungo la costa la temperatura è abbastanza costante, compresa tra 25 °C e 35 °C in tutti i giorni dell'anno. Le condizioni di benessere dipendono quindi esclusivamente dai venti.

## Storia

### Le origini e la colonizzazione europea
Mogadiscio fu fondata da viaggiatori arabo-persiani nel X secolo e ciò incrementò lo sviluppo economico del territorio circostante, che si estese un secolo dopo tra le città Swahili sulle coste dell'Africa orientale. La città può essere anche, da un punto di vista storico, considerata l’erede dell’antica città-stato di Sarapion, un insediamento di commercianti e navigatori fondato dagli antenati dei moderni Somali che risaliva ad almeno 1.000 anni prima. Secondo una tradizione, Maometto avrebbe indicato a Ill, padre di Sab e di Samáli (da cui deriverebbero i Somali) di partire e stabilirsi nel luogo detto poi "Hamàr Gegèb", ossia il "paese distrutto". 
Secondo la Cronaca dei Re di Kilwa, riportata nel 1628 dal portoghese João de Barros, le città di Mogadiscio e Brava sarebbero state fondate da arabi della regione del Golfo (Al Ahsa), che erano sfuggiti alle persecuzioni d'un sultano.
La federazione Mogadisciana si trasformò all'inizio del XIII secolo in un Sultanato ereditario fondato dal sultano Abu Bakr b. Fakhr ad Din, del clan degli Ajuran, che fondò anche la Dinastia di GarenLa città raggiunse il suo massimo splendore e in quel periodo furono fondate le tre principali moschee: Jaamac Hamarweyne, Fakhreddin e Arbaca Rukun.
Posta alla frontiera degli Zendj, alle porte dell'Abissinia, nel XIV secolo Mogadiscio era una grande, ricca e popolosa città, con cento grandi moschee e un porto fiorente per il commercio. Molto diffusa era la vendita del legno di sandalo o sandalo citrino (Santalum album), una pianta tropicale dal legno profumato a cui veniva attribuito grande significato per la fragranza e le qualità medicinali. Fiorente era anche il commercio dell’ebano, dell’avorio e delle cotonate.
Ibn Battuta, esploratore marocchino di origine berbera che per quasi trent'anni viaggiò tra Africa, India, Sud-Est asiatico e Cina, soleva dire che "un solo cittadino di Mogadoxo (uno dei nomi di Mogadiscio) mangiasse quanto un'intera brigata". Nel 1330 visitò la città che descrisse come una vasta e fiorente località, importante centro di produzione e commercio di stoffe. Era allora capo della città il “barbaroi” (nome utilizzato in passato per indicare i somali) Abu Bakr ibn 'Umar,di cui era molto apprezzata la cortesia e la fastosità, che, come tutti i suoi sudditi, amava molto la buona cucina. Abu Bakr parlava perfettamente, oltre la sua lingua nativa cioè il Somalo, anche l’Arabo.
Scavi archeologici hanno restituito monete delle dinastie cinesi Song, Ming e Qing, cingalesi e della regione vietnamita di Annam (le città stato della civiltà Swahili importavano infatti ceramiche arabe, porcellana cinese e tessuti indiani, mentre esportavano legno, avorio, conchiglie, schiavi e ferro). Ross E. Dunn descrive Mogadiscio e altre città musulmane dell'Africa orientale come "una specie di America medievale, una terra fertile e ben irrigata di opportunità economiche e una terra di salvezza da siccità, carestia, sovrappopolazione e guerre interne".
Si sa che nel secolo XV e nel XVI la città fu governata dalla dinastia Mudhaffar (Muzaffar), alla cui opera vengono attribuite opere di architettura civile tuttora esistenti. Nel 1499, Vasco da Gama bombardò la città, la quale quattro anni dopo si arrese a Tristão da Cunha. L'arrivo dal territorio semi-desertico del Nord-est dei Somali Abgàl e Hauia nella vallata dello Shabelle tolse alla città il controllo del suo retroterra. Nel XVIII secolo Mogadiscio fu occupata dai Somali Darandolle.
Durante i secoli dell'espansione coloniale, la città non fu mai occupata né dai Portoghesi, né dagli Inglesi, né da altri Paesi europei, ma nel 1871 fu accorpata con tutta la regione del Benàdir ai possedimenti del sultano di Zanzibar. Il governatore (wali)Suleiman Inda Weyn ("occhi grandi") portò via dalla città iscrizioni marmoree, manoscritti e altri oggetti di valore per inviarli a Zanzibar.

### Il periodo coloniale italiano

Palazzo del Governatore italiano

Nel 1892 la città e la regione del Benàdir furono affittati dal Sultano di Zanzibar all'Italia, che se ne impossessò definitivamente nel 1905. Unendo tale territorio ai sultanati somali che si estendevano verso nord-est sino al Capo Guardafui, l'Italia creò la colonia della Somalia. Il territorio della Somalia fu controllato dagli Italiani fino al 1941, quando vi fu l'intervento delle forze britanniche presenti in Kenya durante la Seconda guerra mondiale. Numerosi coloni italiani si radicarono durante gli anni trenta nella Somalia italiana, specialmente nella capitale Mogadiscio dove vi erano alcune piccole industrie manifatturiere.
Le entrate della colonia somala, anche se non rilevanti, finanziarono un programma di opere pubbliche che permise il completamento della Ferrovia Mogadiscio-Villaggio Duca degli Abruzzi, la risistemazione della rete stradale con la creazione della "Strada Imperiale" tra Mogadiscio ed Addis Abeba, e la costruzione di una diga funzionale alla realizzazione del porto di Mogadiscio. Fu inoltre concepito un moderno Piano Regolatore per la città.
Nel 1928 fu costruito un Arco di Trionfo per la visita del Principe Umberto, su disegno dello scultore piemontese Cesare Biscarra, realizzato con un'unica gettata di calcestruzzo; la dedica ancora resiste sulla sua fronte: "Ad Umberto Romanamente". Nel 1934, in occasione della visita del Re Vittorio Emanuele III a Mogadiscio, la città si arricchì di due opere dell'architetto razionalista Carlo Enrico Rava, un nuovo Arco di Trionfo sul Lungomare (dedicato ufficialmente a "S.M. il Re Imperatore", ma popolarmente ribattezzato "Il Binocolo", per la sua forma), e l'Albergo Croce del Sud (che fu tra i migliori contributi dell'architettura moderna nella Somalia, oggi completamente distrutto e sostituito da un centro commerciale).
Nel 1935 vivevano in Somalia oltre 50.000 italo-somali, che costituivano il 5% della popolazione. Di questi, 20.000 risiedevano a Mogadiscio, rappresentando circa il 40% dei 50.000 residenti della città. Nel marzo 1940 vivevano a Mogadiscio oltre 30.000 italiani che rappresentavano il 33% della popolazione totale della città (90.000 residenti). Frequentavano le scuole italiane locali che le autorità coloniali avevano aperto.
Mogadiscio nel 1940 -all'inizio della seconda guerra mondiale- era la seconda città più italianizzata (dopo Asmara in Eritrea) nell'Africa Orientale Italiana.

#### L'indipendenza somala e la dittatura

Mogadiscio 1º aprile 1950: la cerimonia di ammaina bandiera della Union Jack e l'alzabandiera del Tricolore, segna l'inizio dell'Amministrazione fiduciaria italiana della Somalia

Nel 1941 gli inglesi occuparono la città, nell'ambito della campagna dell'Africa Orientale Italiana, delegando agli italiani alcuni compiti in merito all'amministrazione civile e vi rimasero fino al 1950, quando ritornarono gli Italiani in veste di amministratori del protettorato somalo per conto dell'ONU (Amministrazione fiduciaria italiana della Somalia, AFIS).
La SYL italofoba Lega dei Giovani Somali massacrò 54 italiani e 14 somali filoitaliani nell'eccidio di Mogadiscio l'11 gennaio 1948, quando in città era presente una commissione britannica.
Nei disordini fu uccisa anche la giovane Hawo Tako, militante della SYL, che divenne un simbolo di emancipazione per tutte le donne somale e fu celebrata in seguito con un monumento, posto vicino al Teatro Nazionale, nei luoghi della strage.
Nel 1960 la Somalia ex italiana raggiunse l'indipendenza, unendosi il 1º luglio con il Somaliland (ex colonia britannica) nella Repubblica Somala. Il 21 ottobre 1969, a seguito di una prolungata crisi istituzionale, il Paese cadde sotto la dittatura di Siad Barre e divenne la Repubblica Democratica Somala, schierandosi ben presto con il campo dei Paesi socialisti.
Negli anni 1970 fu realizzata una strada rettilinea parallela al mare, lunga 10 km, che delimitava l'aggregato urbano verso nord-ovest. Tale strada fu per trent'anni il limite di espansione della città, oltre il quale si trovavano solo caserme e un aeroporto ad uso militare. Oggi essa è stata scavalcata dall'espansione dell'aggregato urbano "non strutturato". 
Negli anni successivi, la cooperazione italiana fondò l'Università Nazionale Somala: dapprima la Facoltà di Economia, poi Medicina, Agraria, Ingegneria e Geologia. Imprese italiane realizzarono il nuovo porto in acque profonde. L'Italia costruì anche il grande campus universitario di Gahayr. Negli anni 1980-1990 si sviluppò la politica degli aiuti straordinari, con enorme dispendio di risorse in operazioni spesso fallimentari.
Il regime di Siad Barre ebbe fine nel 1990, quando i ribelli s'impossessarono della città, costringendo Barre a dimettersi e a fuggire a Lagos (in Nigeria) nel 1991. Furono nominati due presidenti, l'Università nazionale somala fu chiusa e la città cadde preda dei Signori della guerra, che seminarono per anni morte e distruzione, danneggiando molte parti della città.
Il 9 dicembre 1992 ci fu il primo intervento americano e delle Nazioni Unite nel tentativo di istituire un governo di transizione. Nel giugno 1993, i somali fedeli a Mohamed Farah Aidid, uno dei presidenti eletto dai ribelli, uccisero 23 pakistani durante un'imboscata contro i peacekeepers. Nell'ottobre successivo, dopo varie azioni della Delta Force e dei Rangers americani contro i signori della guerra, si arrivò alla battaglia di Mogadiscio, che causò la morte di 500-1000 somali (militari e civili), di 18 militari statunitensi e di un malese, mentre i feriti furono migliaia. Il 2 luglio 1993 a Mogadiscio in un attentato, persero la vita tre soldati dell'esercito italiano in missione di pace, e ventitré furono i feriti. L'anno dopo fu proprio durante una documentazione sull'intervento italiano nella guerra civile che la giornalista del TG3 Ilaria Alpi fu uccisa assieme al cineoperatore Miran Hrovatin in un attentato con responsabili tutt'ora ignoti.  Stessa sorte toccò a Marcello Palmisano, assassinato con la scorta da un gruppo di mercenari, mentre la collega Carmen Lasorella, benché ferita, riuscì a sopravvivere. Anche questa vicenda non è mai stata chiarita. Nel 1994 Bill Clinton ritirò l'esercito statunitense. Nel giugno 1995 Mohamed Farah Aidid si autoproclamò presidente, ma morì un anno dopo, in seguito alle ferite riportate durante un'azione di guerriglia locale.

#### Gli ultimi anni
Nell'ottobre 2004 il Parlamento di transizione somalo elesse come presidente Abdullahi Yusuf. Le votazioni si svolsero a Nairobi, a causa della caotica situazione a Mogadiscio. Il governo, riconosciuto dalla gran parte delle nazioni occidentali nonostante la sua debole autorità, non riuscì ad insediarsi nella capitale somala, travagliata da continue azioni di guerriglia, soprattutto a nord della città, e riparò a Baidoa (245 km a nord ovest di Mogadiscio).

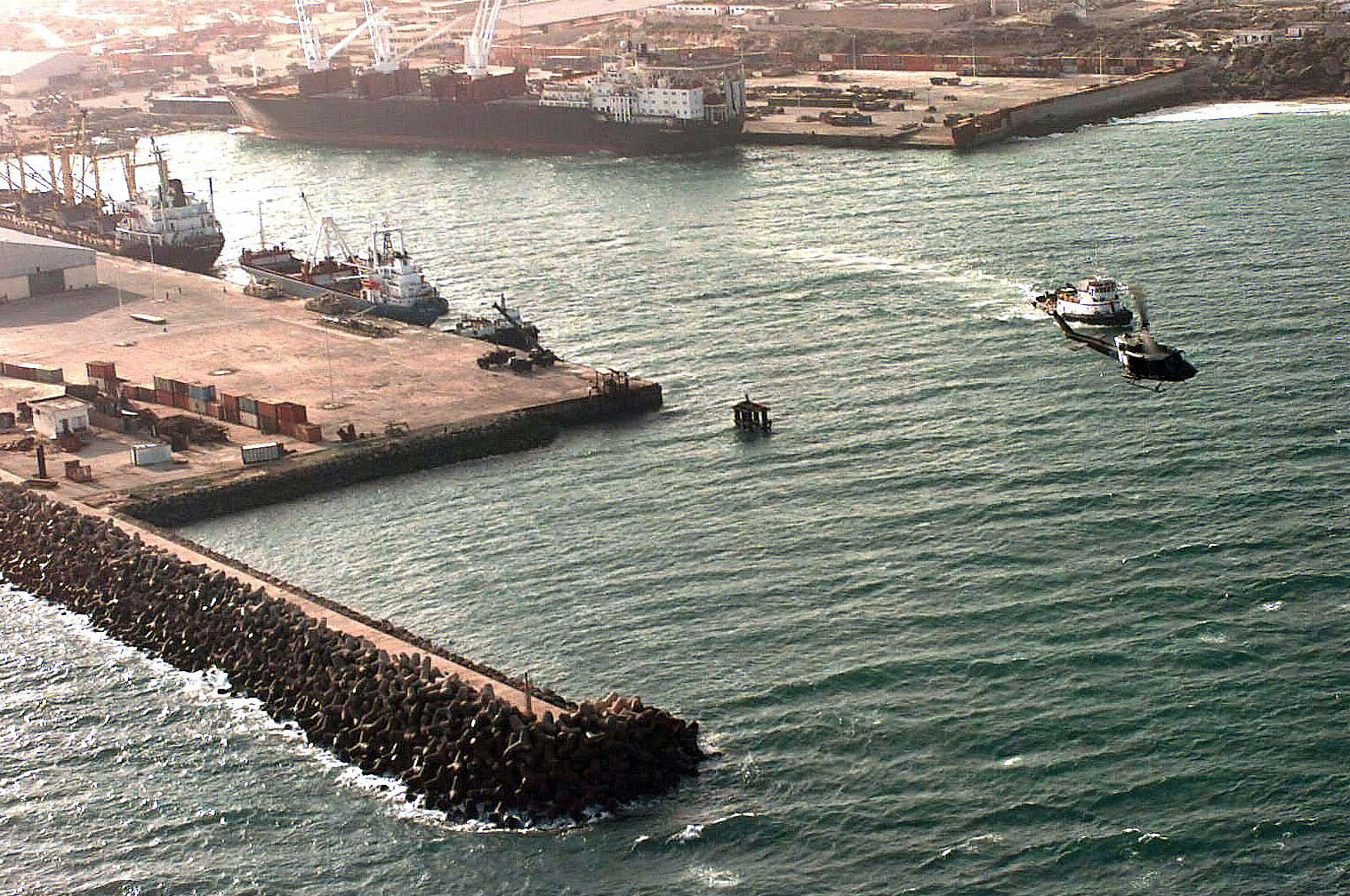
Vista aerea del porto di Mogadiscio

Nel giugno 2006, dopo quattro mesi d'assedio, le milizie delle Corti Islamiche riuscirono a scacciare dalla città i Signori della guerra, che vi imperversavano da anni. Le Corti Islamiche introdussero la legge islamica (Sharia) nella città, restituendole un certo ordine e consentendo la riapertura, dopo 17 anni, di porto ed aeroporto, oltre all'eliminazione dei posti di blocco dalle strade. Tra il dicembre del 2006 ed il gennaio del 2007, in seguito all'intervento militare di Etiopia e Stati Uniti, il governo provvisorio di Ali Mohammed Ghedi è riuscito ad entrare in Mogadiscio.
Nel marzo del 2007, nonostante il rientro ufficiale del governo da Baidoa e l'arrivo in città dei caschi verdi ugandesi (peraltro in forte difficoltà), la situazione in città peggiorò come non succedeva da 15 anni, con pesanti bombardamenti terrestri ed aerei. Nel maggio del 2007 fu nominato sindaco Mohamed Omar Habeb Dhere, uno dei signori della guerra più influenti. Alla fine di luglio del 2007, il lieve miglioramento della situazione consentì il rientro di 125.000 sfollati, ma dall'autunno del 2007 la situazione ritornò progressivamente a peggiorare, fino all'aprile 2008. In quegli anni a Mogadiscio si era in piena catastrofe umanitaria. Gli sfollati del solo anno 2007 furono stimati a un milione e mezzo.
Dal 2010, le Forze Armate Italiane sono presenti a Mogadiscio nell'ambito della missione European Union Training Mission. Il contingente supera di poco le 120 unità, che hanno compiti prevalentemente addestrativi per l'esercito somalo.
Nel 2014, dopo 23 anni di chiusura, l'Italia ha riaperto l'ambasciata a Mogadiscio, presso un ufficio dislocato all'interno dell'Aeroporto Internazionale Aden Adde.

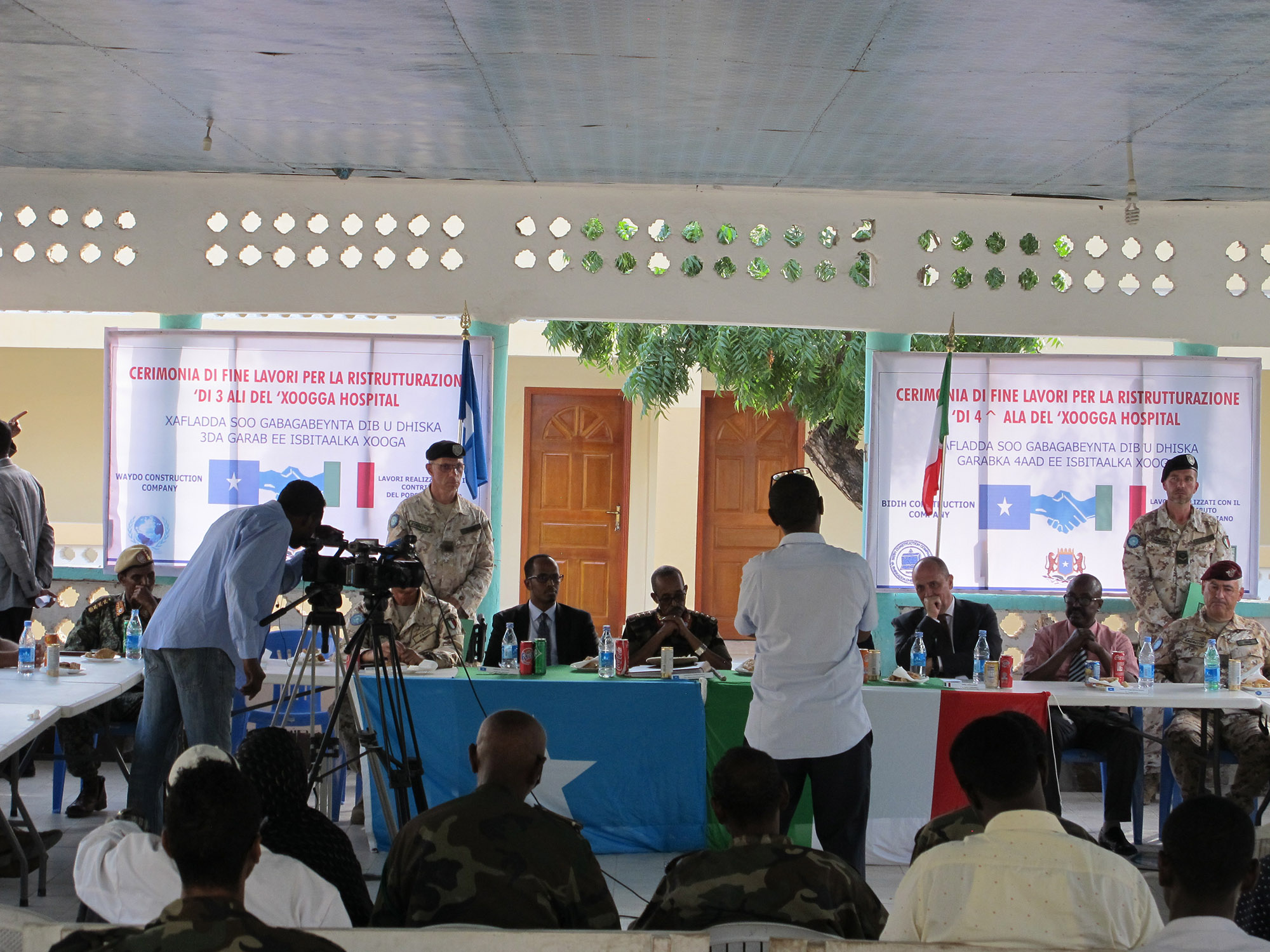
Inaugurazione Ospedale Militare Xooga Mogadiscio

Nel quadro dei rapporti bilaterali tra Italia e Somalia, nel mese di Luglio 2017 l'unità CIMIC (Cooperazione Civile Militare Italiana – Italian Civil-Military Cooperation) dell’Italian National Support Element ha completato i lavori di ristrutturazione ed ampliamento dell'Ospedale Militare Xooga di Mogadiscio.
È ripresa la cooperazione italiana con l'Università nazionale somala (Jaamacadda Ummadda Soomaaliyeed), che si trova oggi in concorrenza con un certo numero di istituzioni universitarie private.
Il 14 ottobre 2017 la città è stata sconvolta da un gravissimo attentato, provocato da due camion bomba, che ha causato almeno 587 morti e 316 feriti.
Nel marzo 2020 la capitale somala è stata colpita da una serie di attacchi da parte dei jihadisti di al-Shabaab. Il 29 ottobre 2022 oltre cento persone sono morte e oltre trecento sono rimaste ferite dall'esplosione di due autobomba.

## Monumenti e luoghi d'interesse

### Architetture religiose

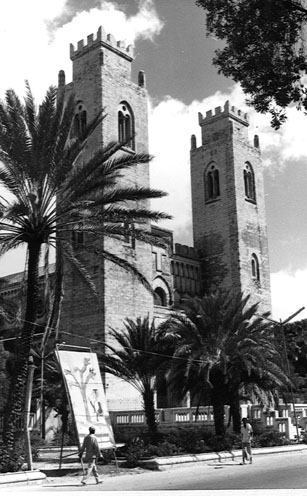
Cattedrale di Mogadiscio prima della guerra civile

- Antiche moschee dei quartieri storici. Le principali: Jaamac Hamarweyne (a. 1238), Fakhreddin (costruita da Hagi Mohammed Abdalla, a. 1269), Arbaca Rukun. Interessante anche la moschea indo-pakistana del quartiere Hamarweyne, con il minareto ricostruito negli anni 1930, riccamente decorato con piastrelle di ceramica a smalto (azulejos).
- Cattedrale della SS. Vergine Consolata. Era la più grande cattedrale cattolica dell'Africa orientale, costruita negli anni 1925-1928 su progetto di Antonio Vandone di Cortemilia in stile neogotico normanno sul modello del duomo di Cefalù. Fu distrutta durante la guerra civile, negli anni 1990. Mai ricostruita o ristrutturata, oggi si presenta priva del tetto e delle torri campanarie.[27]
- Moschea della Solidarietà islamica, costruita nel 1986, danneggiata durante la guerra civile e poi restaurata dal 2006.
- Il Santuario di Sheikh Sufi, con la tomba del Santo, in una zona cimiteriale su una duna a nord-ovest del Centro Storico.

### Architetture e monumenti civili
- La città storica era formata da due quartieri costruiti con blocchi di roccia madreporica delle antiche scogliere coralline: Hamarweyne e Shangaani, di architettura simile alla Stonetown dell'isola di Zanzibar. Tra i due quartieri si trovava la Garesa (residenza fortificata) del wali del Sultano di Zanzibar. Oggi, il quartiere di Shangaani è completamente distrutto, a causa degli interventi urbanistici dell'epoca coloniale (anni 1930) e della guerra civile, dal 1991 in poi.
- La Garesa, posta tra i due antichi quartieri, era il palazzo fortificato del wali (Governatore) del Sultano di Zanzibar. Nel periodo coloniale fu trasformata in Museo storico della città e poi Museo nazionale. Venne distrutta e saccheggiata negli anni della guerra civile (dal 1991 in poi).
- Palazzo del Governatore. Costruito come sede dell'autorità coloniale alla fine del decennio 1920-1930, distrutto nel 1975.
- Torre Mnara, antico faro lungo la strada del Lido, più volte restaurata.
- Due "archi di trionfo" dell'epoca coloniale (quello dedicato a Umberto I e il cosiddetto "binocolo").

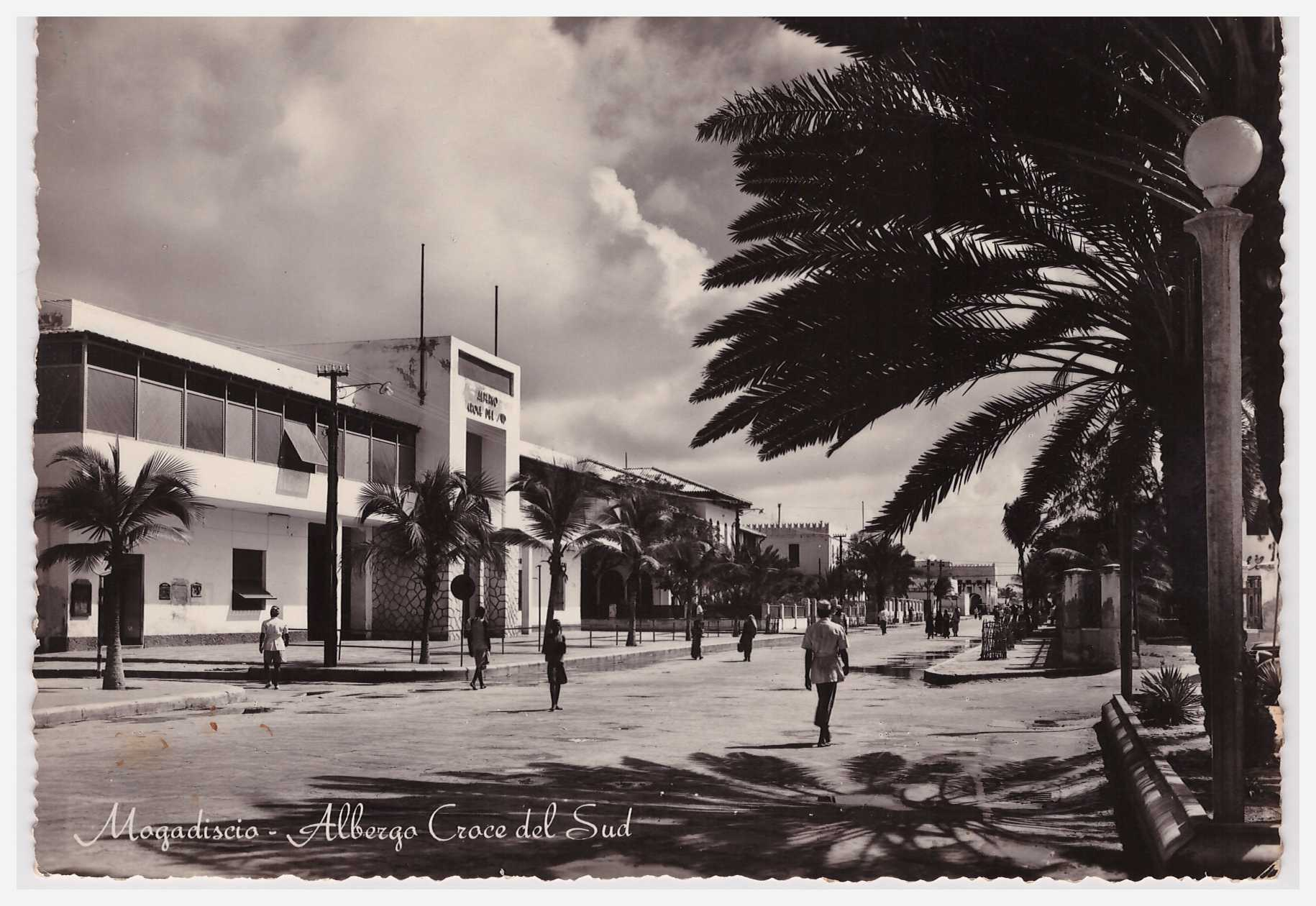
Albergo Croce del Sud, Mogadiscio

- Albergo Croce del Sud, MogadiscioFalso faro, soprannominato in maniera impropria "Torre portoghese": in realtà si tratta di una costruzione in cemento armato, realizzata negli anni intorno al 1940, di forte impatto paesaggistico, presso Hamarweyne e i primi edifici dell'epoca coloniale.
- Monumento al Mullah Mohammed Abdullah Hassan (Sayidka), voluto da Siad Barre e distrutto durante la guerra civile.
- Monumento a Maxamed Cali Huud (Dhagahtur), voluto da Siad Barre e gravemente danneggiato durante la guerra civile.
- Monumento al milite ignoto (Daljirka Dahsoon).
- Stadio del CONI, già Stadio Municipale di Mogadiscio, inaugurato nel 1956 ora Stadio Benadir
- Monumento a Hawo Tako e alla donna somala, voluto da Siad Barre e distrutto durante la guerra civile.
- Arco di Trionfo Popolare (costruito nei pressi del km 4, nei primi anni '70, su iniziativa di Barre).
- Albergo Croce del Sud, costruito nel 1934, ora distrutto, in Viale Regina Elena, dall'Architetto Carlo Enrico Rava.
- Museo nazionale della Somalia.

## Società

### Evoluzione demografica
Abitanti censiti

(Sono dati grossolanamente stimati; alcune fonti danno 1.650.000 - 1.900.000 abitanti al 2020)

## Amministrazione
Sindaci di Mogadiscio:
- Ahmed Jilao Addo (Ahmed Jilacow Addow) (1990-1991), poi capo della polizia di Mogadiscio nord (fazione Ali Mahdi)
- Mohamed Omar Habeb Dhere (2007-2008)
- Mohamed Osman Ali Dhagahtur (2008-2010) (ad interim)
- Mohamed Ahmed Nur Tarzan (2010-2014)
- Hassan Mohamed Hussein (2014 - 2015)
- Yusuf Hussein Jimale (2015 - 2016)
- Thabit Abdi Mohamed (2016 - 2018)
- Abdirahman Omar Osman Yarisow (2018 - 2019), ucciso in un attentato il primo agosto 2019.
- Omar Mohamud Finnish (2019 - in carica)

## Infrastrutture e trasporti

### Aeroporti
Mogadiscio è servita dall'aeroporto Internazionale Aden Adde, situato a sud ovest della città, nel distretto di Waberi.